# Ida Kerkovius
Ida Kerkovius (née le 31 août 1879 à Riga, alors dans l'Empire russe, et décédée le 7 juin 1970 à Stuttgart) est une peintre et tisserande allemande formée, notamment à l'école du Bauhaus. Dans son art coexistent un langage pictural impressionniste, expressionniste et abstrait, des sujets picturaux abstraits, figuratifs ou fantastiques. Son travail se caractérise surtout par la richesse des couleurs, leur audace et des formes vibrantes.

## Biographie

### Formation
Ida Kerkovius est la quatrième de douze enfants d'une famille germano-balte de propriétaires et de commerçants à Riga. Elle passe son enfance au domaine de Saadsen (aujourd'hui en Lettonie, à l'est de Riga). À l'âge de 18 ans, elle fait des études dans une école privée de peinture et de dessin à Riga, qu'elle termine en 1899.
En 1903, elle voyage en Italie et visite Venise, Florence et Rome.
Elle devient ensuite l'élève du peintre Adolf Hölzel à Dachau puis à Stuttgart pendant cinq mois durant lesquels elle apprend à voir, à maîtriser la bidimensionnalité et développe un sens aigu des couleurs.
Elle retourne ensuite à Riga à la demande de ses parents.
En 1908, Ida Kerkovius étudie à l'école privée de peinture d'Adolf Mayer à Berlin, mais trouve vite ses études de nu trop académiques.
En 1911, elle devient l'assistante d'Adolf Hölzel et enseigne à l'Académie royale des beaux arts du Wurtemberg à Stuttgart à des étudiants privés qui ne sont pas admis à l'académie. Parmi ses élèves figure Johannes Itten qui, plus tard, deviendra, à son tour, son professeur au Bauhaus à Weimar. Elle rapporte que l'élève Itten était très dubitatif à l'idée d'un cours donné par une femme mais qu'il est resté tout de même, convaincu de son talent en voyant ses tableaux.

#### Le Bauhaus
Lorsqu'éclate la Première guerre mondiale, Ida Kerkovius perd sa citoyenneté allemande et sa famille est dépossédée d'une grande partie de ses biens. À la mort de ses parents en 1915, Ida Kerkovius doit subvenir elle-même à ses besoins. Elle n'est plus autorisée à enseigner à l'Académie et donne alors des cours privés à des élèves étrangers également bannis de l'enseignement public. Hanna Bekker vom Rath (de) est une de ses élèves, amie et, plus tard, mécène.
Lorsque Ida Kerkovius s'inscrit au Bauhaus en 1920, elle a déjà 24 ans et est une des élèves les plus âgées. De 1920 à 1923, elle suit le cours préliminaire donné par son ancien élève Johannes Itten et Georg Muche, les cours d'art de Wassily Kandinsky et Paul Klee. Puis, comme la plupart des femmes, elle rejoint l'atelier de tissage dirigé par Gunta Stölzl. Elle y voit une possibilité d'en faire un métier, ce dont elle a grand besoin, sa famille ayant perdu une grande partie de ses biens à la suite de l'annexion de la Lettonie par l'URSS. “En dehors du fait que j'ai un faible pour le textile, je suis obligée de me trouver une autre source de revenus, parce que, que vais-je devenir à l'avenir, comme nous avons tout perdu” écrit-elle en 1921 à Hanna Bekker vom Rath.
Elle y fait preuve d'un grand talent et tisse dès 1920 son premier Gobelin avec des formes compliquées. Walter Gropius et Paul Klee aiment beaucoup son travail. Elle exécute en 1922 un tapis en bandes de tissus avec des formes sinueuses claires/sombres destiné au bureau de Gropius dans les coloris noir, blanc, gris, ocre et bleu.
Durant les dernières années de son séjour au Bauhaus, Ida Kerkovius se consacre au tapis noué. Elle réalise notamment, en 1923, un tapis de grand format qui est montré à l'exposition du Bauhaus où il remporte un grand succès. Il est composé de formes rectangulaires contrastées avec une bordure en noir et blanc. La vente de ce tapis lui permet d'acheter un grand métier à tisser pour subvenir à ses besoins durant les années à venir.

### Carrière
En 1924, elle retourne à Stuttgart où elle enseigne et continue à tisser.
En 1930, elle a sa première grande exposition solo au Württembergischer Kunstverein .
De 1934 à 1939, elle voyage chaque été en Norvège, Belgique, France, Bulgarie, Italie ainsi qu'en Lettonie, son pays natal. Ces voyages ont inspiré un certain nombre de ses peintures de paysages.
En 1939, sa famille d'origine allemande est relocalisée en Pologne, en raison des dispositions du traité frontalier et d'amitié germano-soviétique, dans ce que les nazis appellent le Warthegau. Sa peinture est considérée comme « art dégénéré » par les nazis, ce qui limite considérablement son activité, mais son amie Hanna Bekker vom Rath, devenue marchande d'art, continue à vendre ses œuvres secrètement,.
Elle continue à peindre et gagne sa vie avec l'enseignement et le tissage de tapisserie.
Un attentat à la bombe en mars 1944 détruit son atelier de Stuttgart. Beaucoup de ses tableaux et œuvres sont détruits à jamais, de sorte qu'il subsiste assez peu de ses œuvres d'avant 1945.
Après 1945, elle fait de nombreux voyages. Ses expositions en Allemagne et à l'étranger ont beaucoup de succès. et elle obtient de nombreuses récompenses et décorations. Dans les années 1950, elle étend son travail artistique à la création de fenêtres en verre. Ses fenêtres en verre de l' hôtel de ville de Stuttgart ont été créées en 1955 et celles de la salle de prière de la clinique universitaire de Tübingen en 1958. En plus de nombreuses peintures à l'huile, pastels et dessins, un certain nombre de tapis noués importants sont créés pendant cette période et plus tard.
Malgré son affaiblissement dans les années 1960, elle poursuit son travail artistique jusqu'à un âge avancé.
Ida Kerkovius décède à 91 ans après une longue maladie. Elle repose au cimetière Waldfriedhof de Stuttgart.
Sa dernière peinture à l'huile, Bel Vue, reste inachevée.
Sa peinture se distingue par la richesse des couleurs et des formes vibrantes. Elle a peint principalement au pastel sur les supports les plus variés et attache plus d'importance au processus artistique qu'à l’œuvre finie.

## Récompenses et hommages
- 1954 : croix fédérale du mérite, première classe.
- 1958 : titre de professeur par l'État de Bade-Wurtemberg.
- 1958 : membre honoraire du conseil d'administration de l'Association allemande des artistes.
- 1962 : membre honoraire de l'Académie nationale des beaux-arts de Stuttgart.
- 1965 : décoration du Conseil de la culture est-allemande.
- Des rues et places ont été nommées d'après Ida Kerkovius à : Stuttgart-Vaihingen, Fribourg-en-Brisgau, Dachau, Hattersheim am Main, Böblingen, Denkendorf (Württemberg), Wolfsburg.

## Expositions - Sélection
Une liste plus complète des expositions est disponible sur le site consacré à Ida Kerkovius.
- 1916 « Hoelzel und sein Kreis », Kunstverein Fribourg[12].
- 1924 « Stuttgarter Sezession », Stuttgart, , Berlin[13]
- 1926 : « Stuttgarter Sezession », Stuttgart[13]
- 1948, 1955, 1962, 1963, 1971, 1972, 1974, 1975, 1985, 1988, 1990, 1995 : Cabinet d'art de Francfort Hanna Bekker vom Rath, Francfort sur le Main
- 1964 : « Ida Kerkovius zum 85. Geburtstag », Maercklin Gallery, Stuttgart[14].
- 1987-1988 : « Ida Kerkovius, 30 unveröffentliche Arbeiten », galerie Adriana, Stuttgart[15]
- 1998 : « Im Zauber der Farben » Böblingen[16].
- 1998-1999 « Ida Kerkovius (1879-1970) Teppiche und Entwürfe », Stadtmuseum Hofheim, Schloss Rheydt Mönchengladbach, Schlossmuseum Sondershausen[17].
- 2001 : « Rétrospective », Arzemju Makslas muzejs Riga, et Museum Ostdeutsche Galerie, Ratisbonne[18]
- 2014 : « Meine Welt ist die Farbe », Kunstsammlungen, Chemnitz[19].
- 2017 : « Ida Kerkovius. Im Herzen der Farbe », musée municipal, Engen[20], musée municipal Hofheim am Taunus[21],[22].
- 2019 : « Ida Kerkovius – Eine Künstlerin des Bauhauses », Kunsthaus Apolda.
- 2020 : « Ida Kerkovius – Die ganze Welt ist Farbe », Staatsgalerie, Stuttgart[23].